# Saint Seiya Omega
Saint Seiya Ω (聖闘士星矢Ω, Seinto Seiya Omega) é uma série de anime produzida pela Toei Animation. É um spin-off da série de anime Saint Seiya (Os Cavaleiros do Zodíaco), criada, escrita e ilustrada pelo autor japonês Masami Kurumada. A estreia da série no Japão foi em 1 de abril de 2012 e terminou com 97 episódios, em 30 de março de 2014. Foi dirigida por Morio Hatano (sua estreia como diretor de série) e teve character design de Yoshihiko Umakoshi e Keiichi Ichikawa.
A Toei descreve a obra como uma história original de anime, pois não é uma adaptação de enredos previamente publicados em mangás. Assim sendo, Saint Seiya Ω não faz parte da continuidade do mangá, mas sua história é influenciada por eventos e elementos da obra original. O autor original de Saint Seiya não se envolveu com o processo criativo de Saint Seiya Ω, mas recebe crédito como o criador original do conceito da série.

## História
O enredo de Ω acontece no futuro, 25 anos após a conclusão das guerras do século XX narradas no mangá.
Após um conflito com o deus romano Marte, Seiya, agora promovido a cavaleiro de ouro de Sagitário, e seus amigos foram atingidos por um poder de Marte chamado "marca das trevas", a qual impede qualquer ser de queimar seu cosmo e consequentemente, de lutar. Após isso, eles tiveram que abandonar o campo de batalha e Athena teve de se refugiar numa ilha, onde treina um novo cavaleiro de Pégaso para derrotar Marte, porém, mal sabe ela que, as escondidas, Marte cria uma jovem com forte cosmo divino para usurpar o lugar de Athena como deusa da guerra, tirar toda a vida do planeta Terra usando este cosmo poderoso e mandar esta vida sugada para o planeta Marte, visando transformá-lo em um paraíso.

## Personagens
Obra independente da continuidade de Kurumada, a série traz personagens novos ao universo fictício de Saint Seiya, que fazem uso de elementos já estabelecidos na obra. Alguns deles, como as entidades divinas, já existem no mangá. Além delas, as Armaduras utilizadas pelos Cavaleiros mantém a ligação com constelações, mas são vistas em Ω com aparências muito diferentes das vistas na obra original.

## Mangá
Uma adaptação da série Omega foi lançada em mangá, com roteiro da Toei Animation e arte de Bau, publicado pela editora Kadokawa Shoten na revista Kerokero Ace entre março e julho de 2013. O mangá iria conter o arco da primeira temporada e também adaptar a segunda temporada, mas não fez sucesso, sendo cancelado contando com apenas 1 volume. Abaixo, está listado o volume com seus capítulos e seus respectivos títulos originais (volume com seu título original abaixo do traduzido e capítulos com seus títulos originais na coluna secundária).
| N.º | Título | Data de lançamento     | ISBN              |
| --- | --- | ---------------------- | ----------------- |
| 1 | O Nascimento da Nova Armadura 新生聖衣誕生 (Nyū Korosu Tanjō) | 26 de Setembro de 2013 | 978-4-04-120868-7 |
| \| - 1. O Nascimento do Cavaleiro! - 2. O Nascimento da Nova Armadura! - 3. A Busca pelo Cavaleiro Lendário! - 4. Os Sentimentos de Shun de Andrômeda - 5. A Promessa de um Cavaleiro de Athena \| - 1. 聖闘士誕生! (Seinto Tanjō!) - 2. 新生聖衣誕生! (Nyū Korosu Tanjō!) - 3. 伝説の聖闘士を探せ! (Densetsu no Seinto o Sagase!) - 4. アンドロメダ 瞬の思い (Andoromeda Shun no Omoi) - 5. アテナの聖闘士の誓い (Atena no Seinto no Chikai) \| | |                        |                   |
| - 1. O Nascimento do Cavaleiro! - 2. O Nascimento da Nova Armadura! - 3. A Busca pelo Cavaleiro Lendário! - 4. Os Sentimentos de Shun de Andrômeda - 5. A Promessa de um Cavaleiro de Athena | - 1. 聖闘士誕生! (Seinto Tanjō!) - 2. 新生聖衣誕生! (Nyū Korosu Tanjō!) - 3. 伝説の聖闘士を探せ! (Densetsu no Seinto o Sagase!) - 4. アンドロメダ 瞬の思い (Andoromeda Shun no Omoi) - 5. アテナの聖闘士の誓い (Atena no Seinto no Chikai) |                        |                   |

## Home Vídeo
Está sendo lançado pela Playarte em DVD e Blu-Ray no Brasil, com 7 boxes de DVD e 6 blu-rays lançados. Os blu-rays serão descontinuados a partir do 6 volume pelas baixas vendas. A série continuará apenas com seu lançamento em DVD.
|  | Box                  | Episódios |
|  | -------------------- | --------- |
|  | Box 1                | 1-12      |
|  | Box 2                | 13-27     |
|  | Box 3                | 28-39     |
|  | Box 4                | 40-51     |
|  | Box 1 - 2º Temporada | 52-60     |
|  | Box 2 - 2º Temporada | 61-69     |
|  | Box 2 - 2º Temporada | 70-77     |

### Box 1
| Volume   | Episódios |
| -------- | --------- |
| Volume 1 | 1-4       |
| Volume 2 | 5-8       |
| Volume 3 | 9-12      |

### Box 2
| Volume   | Episódios |
| -------- | --------- |
| Volume 4 | 13-16     |
| Volume 5 | 17-20     |
| Volume 6 | 21-24     |
| Volume 7 | 25-27     |

### Box 3
| Volume    | Episódios |
| --------- | --------- |
| Volume 8  | 28-31     |
| Volume 9  | 32-35     |
| Volume 10 | 36-39     |

### Box 4
| Volume    | Episódios |
| --------- | --------- |
| Volume 11 | 40-43     |
| Volume 12 | 44-47     |
| Volume 13 | 48-51     |

### Box 1 - 2º Temporada
| Volume    | Episódios |
| --------- | --------- |
| Volume 01 | 52-54     |
| Volume 02 | 55-57     |
| Volume 03 | 58-60     |

### Box 2 - 2º Temporada
| Volume    | Episódios |
| --------- | --------- |
| Volume 04 | 61-63     |
| Volume 05 | 64-66     |
| Volume 06 | 67-69     |

### Box 3 - 2º Temporada
| Volume    | Episódios |
| --------- | --------- |
| Volume 07 | 70-72     |
| Volume 08 | 73-75     |
| Volume 09 | 76-77     |